# Louis Eysen

Louis Eysen

Louis Eysen (* 23. November 1843 in Manchester; † 21. Juli 1899 in München) war ein deutscher Landschafts- und Porträtmaler.

## Leben und Werk
Eysen entstammte einer seit dem 18. Jahrhundert in Frankfurt am Main ansässigen Familie. Er wurde als zweites von fünf Kindern des Kaufmanns im Seidenfärbergewerbe Philipp Bernhard Eysen und seiner Ehefrau Auguste Wilhelmine Lemmé geboren. Anfang 1850 kehrte die Familie nach Frankfurt zurück. 1853 starb Eysens Vater, und durch eine großzügige Erbschaft konnte Eysen sofort nach seiner Schulzeit 1861 in die Zeichenklasse der Frankfurter Städelschule eintreten. Er belegte nur Kurse bei Andreas Simons, dem Dozenten für Architektur. Nebenbei nahm Eysen noch Privatstunden beim Historienmaler Friedrich Karl Hausmann und erlernte die Kunst des Holzschnitts beim Xylographen Andreas Stix. Bis 1865 war denn auch der Holzschnitt die maßgebliche Kunstrichtung für Eysen. In den Jahren 1865 bis 1869 unternahm Eysen immer wieder kurze Reisen mit seinem Freund und Kollegen Peter Burnitz nach Berlin und München. Nach eigenem Bekunden besuchte Eysen in dieser Zeit alle wichtigen Ausstellungen.
In München schloss er bei einem seiner Aufenthalte Freundschaft mit Victor Müller (1830–1871), über den er bald schon Wilhelm Leibl und seinen Kreis kennenlernte. 1869 schloss er seine Ausbildung an der Städelschule ab und ging noch Ende desselben Jahres nach Paris. Dort traf er schon bald auf Adolf Schreyer und Otto Scholderer. Durch Scholderer lernte Eysen den Porträtisten Léon Bonnat kennen, bei dem er eine kurze Lehre machte. Hier wurde er auch dem von ihm verehrten, Gustave Courbet vorgestellt. Durch diese Einflüsse und Erfahrungen verschrieb sich Eysen ganz der Malerei der Moderne.

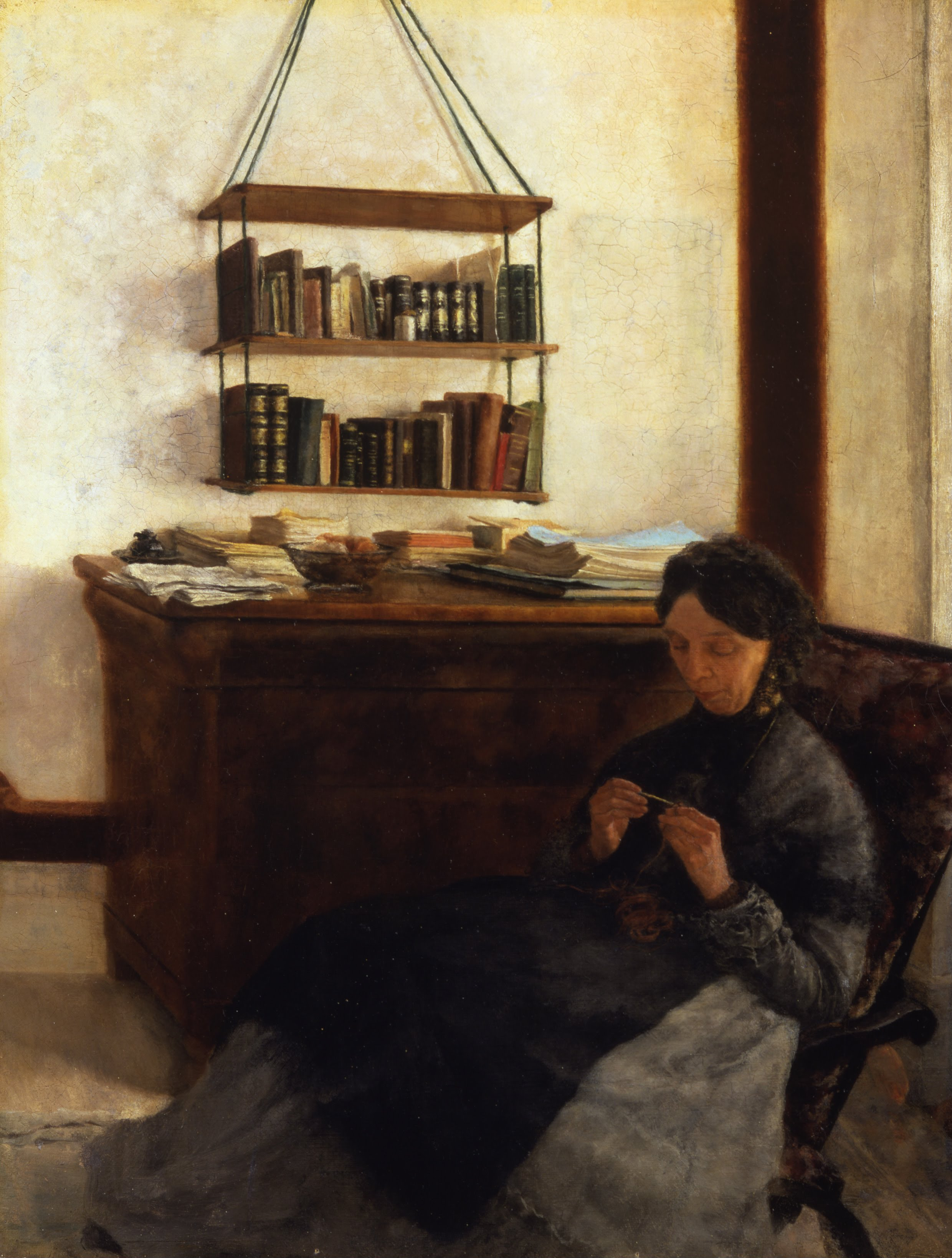
Die Mutter des Künstlers, 1877.

Als 1870 der Deutsch-Französische Krieg drohte, ging Eysen zurück nach Frankfurt am Main. Über Hans Thoma und Wilhelm Steinhausen hielt er engen Kontakt zum Leibl-Kreis. Dieser Erfahrungsaustausch minderte sich erst 1873, als Eysen sich in Kronberg im Taunus niederließ. Beeinflusst von Leibl und Courbet ließ er sich täglich von der Landschaft des Taunus inspirieren, und gerade durch dieses Sujet schloss er sich der Kronberger Malerkolonie an, die durch Anton Burger ins Leben gerufen worden war.
1874 unternahm Eysen eine mehrmonatige Reise nach Florenz und Rom, um Heilung und Kunst zu verbinden. Auch den Winter 1876/77 verbrachte er in Italien, was aber keinerlei Verbesserung der Krankheit zur Folge hatte. Da sein Magenleiden auch durch regelmäßige Kuren nicht geheilt werden konnte, ließ sich Eysen 1879 zusammen mit seiner Mutter und seinen Schwestern Mary und Emma in Meran nieder.
Bereits im Jahr zuvor hatte er diese Gegend schätzen gelernt: das günstige Klima seiner Krankheit wegen und die Landschaft zum Malen. Im Meraner Ortsteil Obermais erwarb Eysen die Villa Holstein, und für die folgenden 20 Jahre lebte die Familie dort. Eysen lebte sehr zurückgezogen und als Künstler äußerst isoliert. Diese Einsamkeit brachte es auch mit sich, dass Eysen sein Leben lang keine „Schule“ initiierte oder Schüler unterrichtete. Selbst die brieflichen Kontakte zu Thoma und Steinhausen schliefen mit der Zeit ein.
Soweit es seine Gesundheit zuließ, unternahm Eysen ausgedehnte Wanderungen in die nähere und weitere Umgebung. Im Pustertal und am Gardasee entstanden einige seiner schönsten Landschaftsbilder. Während seiner Jahre in Südtirol bekam Eysen nur zweimal die Möglichkeit auszustellen: 1888 bei der Ausstellung der Akademie der Künste (Berlin) in Berlin und 1895 bei der großen Kunstausstellung im Münchner Glaspalast.
Dass er auf beiden Ausstellungen von der Kunstkritik vollkommen unbeachtet blieb, traf den zu Selbstzweifeln neigenden Künstler sehr. Ab 1895 verschlechterte sich Eysens Zustand immer mehr, so dass er kaum noch malen konnte. Im Sommer 1899 musste er sich dann doch einer Operation unterziehen. An deren Folgen starb Louis Eysen dann am 21. Juli 1899 noch in München mit 55 Jahren an Herzversagen.
Im Januar 1900 initiierten Freunde von ihm eine Gedächtnis-Ausstellung, die in Obermais gezeigt wurde. Dem großen Interesse Folge leistend, wurde diese Ausstellung in den folgenden Jahren in Karlsruhe gezeigt, wo sich Hans Thoma sehr für ihn einsetzte. Danach war sie in München und Frankfurt zu sehen. Den Abschluss bildete die Ausstellung in der Galerie Keller & Reiner in Berlin. Zu sehen war fast sein gesamtes künstlerisches Schaffen, das neben einigen Zeichnungen und Holzschnitten aus ca. 180 Gemälden bestand.
Eysens bevorzugte bei seinen Gemälden fast ausschließlich kleine Formate. Seine überaus penible Malweise und seine immer vorhandenen Selbstzweifel ließen keine der für die Malerei dieser Zeit sehr charakteristischen größeren Formate zu. Das bevorzugte Sujet in Eysens Werk ist die Landschaft. Beeinflusst durch den „Münchner Realismus“ des Leibl-Kreises und der neuen Richtung der Schule von Barbizon schaffte er es schon früh, einen unverwechselbaren eigenen Stil zu finden.

## Werke (Auswahl)
- Frau mit Schirm in Landschaft
- Schneeschmelze im Vorfrühling
- Südtiroler Landschaft
- Wiesengrund
- Obstgarten